# Arrondissement Blaye
Blaye is een arrondissement van het Franse departement Gironde in de regio Nouvelle-Aquitaine. De onderprefectuur is Blaye.

## Kantons
Het arrondissement was tot 2014 samengesteld uit de volgende kantons:
- Kanton Blaye
- Kanton Bourg
- Kanton Saint-André-de-Cubzac
- Kanton Saint-Ciers-sur-Gironde
- Kanton Saint-Savin

Na de herindeling van de kantons bij decreet van 20 februari 2014, met uitwerking op 22 maart 2015, zijn dat:
- Kanton L'Estuaire
- Kanton Le Nord-Gironde (deel 24/26)